# Burza mózgów

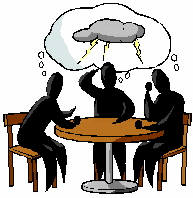
Burza mózgów

Burza mózgów (ang. brainstorming od brain „mózg, umysł” i storm „burza; sztorm”) – technika wywodząca się z psychologii społecznej, która ma na celu doskonalenie decyzji grupowych. Burza mózgów jest również formą dyskusji dydaktycznej, wykorzystywaną jako jedna z metod nauczania. Zalicza się ją wówczas do metod aktywizujących, która stanowi podgrupę metod problemowych. Jedna z tak zwanych metod heurystycznych.

## Charakterystyka techniki

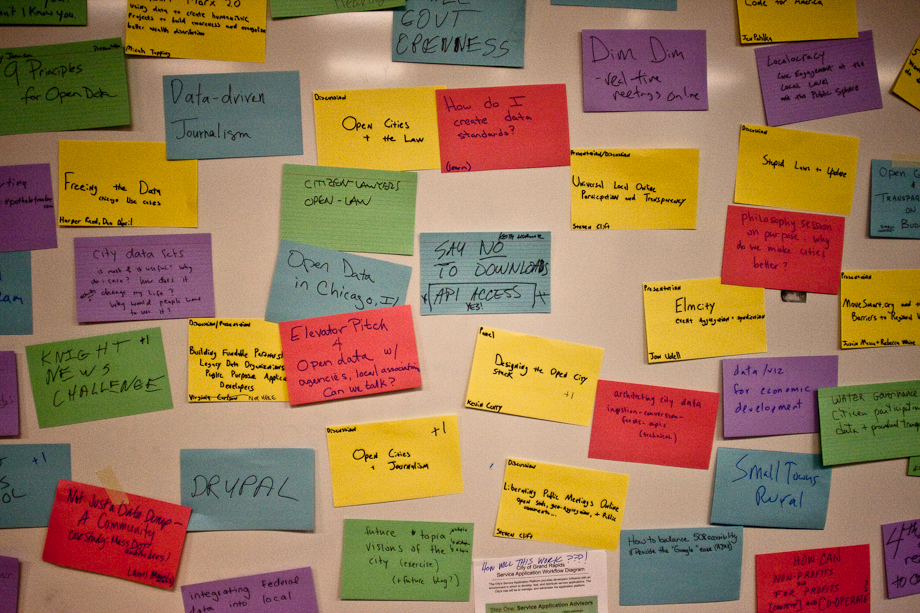
Wszystkie pomysły są zapisywane

W jednej z wersji składa się z dwóch etapów:
1. W pierwszym etapie osoby uczestniczące zachęcane są do swobodnego zgłaszania pomysłów i wymiany poglądów z zastrzeżeniem braku jakiegokolwiek krytycyzmu. Wszystkie pomysły są zapisywane, bądź sesja rejestrowana jest na taśmie.
2. W drugim etapie ekspert lub grupa ekspertów nieuczestniczących w pierwszym etapie przegląda jego wyniki i stara się odsiać idee mające sens.

W praktyce badania pokazały, że jakkolwiek burza mózgów może być bardzo skuteczna, to jej skuteczność może też być łatwo utracona. W szczególności czynnikami niszczącymi jej efektywność są np. obecność bardzo silnej dominującej osobowości w pierwszym etapie, zbyt duża ambicja niektórych uczestników, nie pozwalających dojść innym do głosu, niewielka otwartość na nowe idee ekspertów oceniających pomysły, skłonność uczestnika do zmiany tematu na niezwiązany z zadaniem, itp. (zobacz: syndrom grupowego myślenia).
Powstało wiele modyfikacji oryginalnej burzy mózgów np. technika Philips 66, technika 635, w których uczestników sesji dzieli się na mniejsze grupy lub wręcz uczestnicy na początku pracują indywidualnie. Następnie konfrontuje się wyniki ich prac. Działania te mają pomóc w zwiększeniu efektywności sesji oraz wyeliminować wymienione czynniki niszczące.

## Burza mózgów w dydaktyce
Metoda ta znana jest także pod nazwami "giełda pomysłów" lub "fabryka pomysłów". Angażuje wszystkich uczniów, każdemu dając możliwość nieskrępowanej wypowiedzi. Jest to metoda, która polega na możliwości szybkiego zgromadzenia wielu hipotez rozwiązania postawionego problemu w krótkim czasie. 

### Przygotowanie materiału
Burzę mózgów stosuje się łatwo, a jej przygotowanie nie wymaga długiego czasu. Od nauczyciela wymaga się, aby przygotował problem do rozwiązania (np. w formie pytania). Musi to być problem otwarty, czyli mający różnorodne rozwiązania. Nauczyciel musi też przygotować wiadomości, które pozwolą uczniom zrozumieć problem.

### Praca z uczniami
Metoda polega na postawieniu przez prowadzącego pytania lub zagadnienia. Praca składa się z trzech etapów:
I. Wprowadzenie. Przede wszystkim, nauczyciel przygotowuje uczniów do zrozumienia problemu, który mają rozwiązać (może to być wykład, pogadanka, praca z tekstem). Zadaniem nauczyciela jest także zapoznanie uczniów z zasadami uczestnictwa w burzy mózgów. Należy zwrócić uwagę na następujące reguły:
- Każdy uczeń ma prawo zgłosić dowolną liczbę pomysłów.
- Ważna jest liczba, a nie jakość pomysłów.
- Pomysły nie mogą być przez nikogo oceniane, krytykowane i komentowane.
- Można korzystać z wcześniej zgłoszonych pomysłów, zmieniać je lub rozwijać[1].
- Nie notuje się autora pomysłu.
- Pomysły mogą być najbardziej śmiałe i niedorzeczne.
- Głosu udziela prowadzący sesję.
- Pomysły powinny być notowane na tablicy, ewentualne w zeszycie (wybieramy sekretarza)

W innym wariancie, aby zapewnić pełną anonimowość i nieocenianie, pomysły zgłasza się na osobnych kartkach. Sekretarz (uczeń) grupuje kartki według koncepcji rozwiązań. 
II. Zbieranie pomysłów. Uczniowie podają pomysły rozwiązania tego problemu. Sesja trwa 5 - 15 minut. Jej koniec wyznacza wyraźny spadek liczby zgłaszanych pomysłów lub decyzja nauczyciela, że zgromadzony materiał wystarczy już do dalszego prowadzenia lekcji i rozwiązania problemu.
III. Analiza pomysłów.. Ocena rozwiązań następuje dopiero po zgloszeniu wszystkich propozycji. Następuje dyskusja na temat każdego rozwiązania i jego ocena. Uczniowie wspólnie z nauczycielem wybierają najtrafniejsze rozwiązania problemu postawionego przez nauczyciela i uzasadniają swoje stanowisko. Najlepsze rozwiązanie zostaje wprowadzone w życie i sprawdzone pod względem efektywności.

### Zalety i warunki powodzenia nauczania metodą burzy mózgów
Burza mózgów to jedna z metod nauczania, która zdobyła sobie ogromną popularność. Jej niewątpliwą zaletą jest możliwość otrzymania w krótkim czasie dużej liczby różnorodnych rozwiązań danego problemu, a także pobudzenie uczniów do twórczego myślenia. Metoda ta przydaje się więc, jeżeli do dalszego prowadzenia lekcji nauczyciel potrzebuje wielu sposobów rozwiązania problemu lub też do sprawdzenia, jak dalece użyteczna jest wcześniej opanowana wiedza. Na lekcjach problemowych, burza mózgów w sposób atrakcyjny dla ucznia pozwoli zebrać hipotezy, z których każda tkwi płyciej lub głębiej w umyśle ucznia. 
Burza mózgów pozwala na rozwinięcie wśród uczniów umiejętności słuchania, a jednocześnie powstrzymywania się od krytyki cudzych wypowiedzi. Proces myślenia składa się z dwóch faz: generowania (produkcji) hipotez oraz ich estymacji (oceniania). Jeżeli faza estymacji jest zbyt bliska fazie generowania, uczeń powstrzymuje się od wygłoszenia swoich racji. Kiedy ma zgłosić publiczne pomysł rozwiązania danego problemu, może go oceniać, biorąc pod uwagę ocenę grupy, jak zostanie przez nią odebrany, oraz czy jego pomysł jest uzasadniony w świetle już posiadanej wiedzy. Nieocenianie wpływa na to, że pomysł, nawet z pozoru niedorzeczny, może zostać przyjęty a po późniejszej ocenie i modyfikacji wprowadzony w życie.
Burzę mózgów stosuje się łatwo. Jej przygotowanie nie wymaga długiego czasu. Nie potrzeba specjalnych pomocy dydaktycznych. 
Powodzenie tej metody jest jednak uzależnione od aktywności całej grupy, z czym niekiedy nauczyciel może mieć trudności. Ważne też jest, że burza mózgów stanowi jedynie początkową fazę lekcji. Nie można pominąć ostatniego etapu: Wśród istniejącego zbioru pomysłów należy jeszcze dokonać wyboru według wcześniej ustalonego kryterium.

## Badania nad burzą mózgów oraz jej wady
Warunkiem jej skuteczności jest rozdział tworzenia pomysłów od ich jakości. Badania przeprowadzone przez Karau i Williamsa przeczą jej skuteczności, ponieważ:
1. istnieje lęk przed cudzą oceną własnych pomysłów
2. zachodzi spadek indywidualnej motywacji
3. nie można mówić jednocześnie
4. trudno jednocześnie przetwarzać dane o cudzych pomysłach i generować własne; występuje efekt następnego w kolejce – spadek uwagi przykładanej do cudzej odpowiedzi i gorsze zapamiętanie jej treści przez osoby, które same bezpośrednio po niej mają mówić

Dlaczego jest więc nadal powszechne przekonanie o jej skuteczności?
1. sami uczestnicy sesji ulegają złudzeniu wzrostu produktywności
2. wskutek pochlebnych dla siebie porównań społecznych
3. posiadanie złej techniki jest lepsze od nieposiadania żadnej

Aby uniknąć próżniactwa i w jak najlepszy sposób wykorzystać umiejętności i kreatywność obecnych osób należy tak zorganizować sytuację, aby można było zidentyfikować indywidualny wkład każdej z działających osób. Można także nasilić identyfikację przez zwiększenie ważności wykonywanych zadań i przekonania ludzi o niepowtarzalności ich wkładu albo przez podwyższenie atrakcyjności grupy dla jednostki.